# It Follows
It Follows es una película estadounidense de terror sobrenatural del año 2014, escrita y dirigida por David Robert Mitchell y protagonizada por Maika Monroe. La historia sigue a Jay (Monroe), una adolescente quien es perseguida por una fuerza sobrenatural después de tener un encuentro sexual. Filmada en Detroit, Michigan, It Follows abrió el Festival de Cannes de 2014 y tuvo su estreno mundial en 2015.
La película recibió la aclamación de la crítica, quien destacó su originalidad y la actuación de Monroe. Desde entonces, obtuvo un seguimiento de culto y fue llamada un clásico del cine de terror contemporáneo. En octubre del año 2023, una secuela titulada They Follow fue anunciada por el estudio Neon. La filmación está prevista para comenzar en 2024 y contará con el regreso de Mitchell y Monroe.

## Argumento
Sin motivo aparente, una adolescente huye aterrorizada de su casa. Al llegar en su coche a una playa, llama a su padre entre lágrimas, en lo que se asemeja a una despedida. A la mañana siguiente, la chica aparece brutalmente asesinada.
Jay Height (Maika Monroe), una estudiante universitaria, y su cita (Jake Weary) deciden quedar una tarde para ir a ver una película. Una vez sentados, éste señala a una mujer con un vestido amarillo que, supuestamente, se encuentra en la entrada; pero Jay no puede verla. Intentando disimular su temor, Hugh le dice que deben irse, aduciendo que se encuentra indispuesto. Días después, mantienen relaciones sexuales en su coche, tras lo cual Hugh la duerme con cloroformo. Jay despierta atada a una silla de ruedas en un edificio abandonado. Hugh le explica que, mediante el sexo, le ha pasado una suerte de maldición: una entidad, que sólo puede ser vista por aquellos que estén malditos, que puede tomar la apariencia de cualquier persona, y que la seguirá vaya adonde vaya. De repente, aparece una mujer desnuda que camina lentamente hacia ellos. Hugh le cuenta que, si la atrapa antes de que se la pase a otra persona, la matará y, después, irá tras la persona que se la transmitió. Tras esto, Hugh abandona a Jay semidesnuda frente a su casa y huye del lugar.
Durante los días posteriores, la policía sigue sin encontrar algún rastro de la extraña mujer ni de Hugh, quien vivía bajo una identidad falsa. En la facultad, Jay ve a una anciana con una bata de hospital caminando hacia ella, invisible para los demás. Su hermana, Kelly (Lili Sepe), y sus amigos Paul (Keir Gilchrist) y Yara (Olivia Luccardi) deciden ayudarla y pasar la noche en la misma casa. Paul investiga el cristal de una ventana de la cocina que se rompió, pero no ve a nadie; Jay ve que una mujer ensangrentada y semidesnuda se dirige hacia ella. Jay corre escaleras arriba junto a los otros, quienes no pueden ver el ente. De repente, un hombre alto y sin ojos entra en el dormitorio, y Jay huye de la casa en una bicicleta hasta un parque cercano, donde sus amigos la encuentran más tarde.
Con la ayuda de uno de sus vecinos, Greg (Daniel Zovatto), descubren que el verdadero nombre de Hugh es Jeff Redmond y los lleva a la casa de este. Jeff les cuenta que él adquirió la maldición en una aventura de una noche y reitera que Jay tiene que transmitirlo. El grupo va a una casa que los padres de Greg tienen junto a un lago, donde Jay aprende a disparar un arma. La entidad, tomando múltiples formas, ataca a Jay en la orilla del lago. Ella le dispara, pero el ente se recupera. Jay huye en el coche de Greg, pero se estrella en un campo de maíz, y se despierta en el hospital con un brazo roto.
Greg se compromete a acostarse con Jay para que le transmita la maldición, e insiste en que él no cree en ella. Días más tarde, Jay ve cómo Greg rompe la ventana de su propia casa y entra en ella. La chica tratando de advertirle, llama por teléfono al verdadero Greg, pero nadie contesta. Preocupada, corre a la casa y encuentra a la entidad transformada en la madre (Leisa Pulido) semidesnuda de Greg llamando a su puerta; salta sobre Greg y lo viola mientras muere.
Jay huye en coche y pasa la noche al aire libre. En una playa, Jay ve a tres hombres jóvenes en un bote. Ella se desnuda y entra en el agua. De vuelta a casa, Jay rechaza la oferta de Paul de tener sexo.
El grupo planea matar a la entidad atrayéndola hacia una piscina abandonada con dispositivos eléctricos en el agua. De camino a la piscina, Jay ve a un hombre desnudo de pie, sobre el tejado de su casa. Jay, esperando en la piscina, ve a la entidad y se da cuenta de que ha tomado la apariencia de su padre, el cual comienza a lanzar los dispositivos hacia ella, tratando de golpearla. Disparando a un blanco invisible, Paul hiere accidentalmente a Yara, pero dispara a la entidad en la cabeza, haciendo que caiga en la piscina. Como arrastra Jay al fondo, dispara de nuevo y Jay escapa. La entidad deja una nube de sangre, pero ningún cuerpo.
Jay y Paul tienen relaciones sexuales; después, Paul tiene sexo con prostitutas en un lugar abandonado de la ciudad. Más tarde, Jay y Paul caminan de la mano por una calle mientras alguien parece estar siguiéndolos.

## Reparto
- Maika Monroe - Jaime «Jay» Height
- Keir Gilchrist - Paul Bouldan
- Olivia Luccardi - Yara Davis
- Lili Sepe - Kelly Height
- Daniel Zovatto - Greg Hannigan
- Jake Weary - Hugh / Jeff Redmond
- Bailey Spry - Annie Marshall
- Debbie Williams - Mrs. Height
- Ruby Harris - Mrs. Redmond
- Leisa Pulido - Mrs. Hannigan
- Ele Bardha - Mr. Height

La entidad es representada por Ingrid Mortimer, Alexyss Spradlin, Mike Lanier y Don Hails, además de por Ruby Harris y Ele Bardha cuando esta tiene la forma de la madre de Greg y el padre de Jay respectivamente.

## Música
La música de la cinta fue compuesta por el músico estadounidense Rich Vreeland, conocido como Disasterpeace, y fue estrenada el 2 de febrero del 2015 por Editions Milan Músic con el permiso de The Weinstein Company. La versión digital del álbum se puso a la venta el 10 de marzo de ese mismo año.

## Taquilla
La película se estrenó en los cines el 13 de marzo de 2015 en Estados Unidos y Canadá. Ganó 163 453 dólares en su primer fin de semana en cuatro cines en un promedio de 40 863 dólares por cine, por lo que es el mejor estreno para una película estrenada en 2015.
La película hizo su debut internacional en el Reino Unido el 27 de febrero de 2015 donde ganó 573 290 dólares (371 142 libras esterlinas) en 190 salas de cine, ocupando el puesto 8. A la semana siguiente, la película ocupó el puesto 10 con una recaudación de fin de semana de 346 005 dólares en 240 salas de cine.
A partir del 5 de abril, la película tuvo un interno bruto (dentro de Estados Unidos) de 8.9 millones de dólares y un bruto fuera de Estados Unidos de 1,6 millones de dólares para un total mundial de $ 10.3 millones.

## Respuesta de la crítica
La película recibió elogios de la crítica. Los críticos dijeron que Mitchell es "progresista" y "refrescante" y se distanció de sus trabajos anteriores. En la actualidad mantiene un índice de aprobación del 95% en la revisión del sitio web agregador Rotten Tomatoes basado en 204 comentarios. El consenso crítico señala: "Inteligente, original y sobre todo aterradora, eso se desprende de esta rara película de terror moderno que funciona en varios niveles - y deja un aguijón persistente". En Metacritic, la película tiene una calificación de 83 de 100 sobre la base de 37 críticos, indicando "aclamación universal".
Peter Debruge de Variety dio una crítica positiva, diciendo: "Partiendo fuerte antes de perder su camino, al final, este elegante y escalofriante film de suspenso debería ampliar significativamente la audiencia de Mitchell sin decepcionar a sus primeros seguidores en lo más mínimo". David Rooney de The Hollywood Reporter dijo, "Tenebrosa, con suspense y sostenida, esta película de terror lo-fi, hábilmente realizada, juega conscientemente con tropos de género y sin embargo nunca hace un guiño a la audiencia, lo que supone una sinceridad refrescante aparente que hace que sea aún más apasionante". Tim Robey de The Telegraph dio a la película cinco de cinco estrellas y dijo: "Con su título maravillosamente sugerente y estimulante exploración del sexo, este escalofriante indie es el sueño de un fan del horror contemporáneo hecho realidad". Ignatiy Vishnevetaky de The A.V. Club dijo: "A pesar de que todas las ideas de diversión giran alrededor de la premisa de Mitchell, esto es, ante todo, un escaparate para sus considerables talentos como un estilista visual de la gran pantalla, que son más evidentes en su destreza para el coreografiado y en sus virtuosos giros de 360 grados". Por su parte, Mike Pereira de Bloody Disgusting describió a la película como un "fascinante ejercicio espeluznante con horror minimalista".